# Banco Inglés

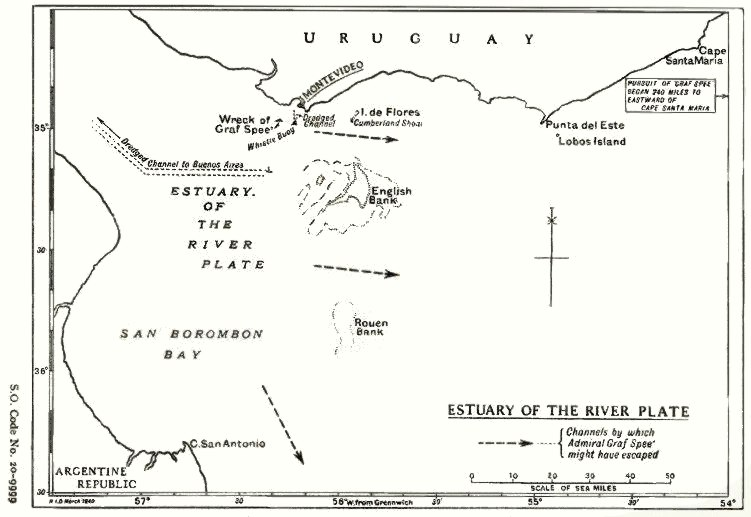
Mapa del Río de la Plata de 1939, al centro el Banco Inglés.

El banco Inglés es un afloramiento rocoso sumergido coronado por un banco de arena ubicado en el estuario del Río de la Plata. Es un pico rocoso o antiguo islote de granito sumergido que forma una barrera natural a las aguas del océano Atlántico, sobre el que se depositan los limos aluvionales arrastrados por el Río de la Plata. Se ubica a 10 millas náuticas al sur de la isla de Flores. 
De acuerdo al Tratado del Río de la Plata el banco Inglés se halla en aguas de uso común entre Argentina y Uruguay, pero la exploración y explotación de los recursos del lecho y del subsuelo pertenece a Uruguay.
El banco Inglés se extiende de norte a sur por unas 10 millas náuticas, teniendo en sus extremos un ancho de unas 2 mn y engrosándose en el medio por hasta unas 5 mn, desde donde se desprende una protuberancia de un ancho de 1 mn y un largo de 5 mn en dirección sudoeste. A 5 mn al oeste del banco Inglés se halla el banco Arquímedes, de unas 2 mn de largo. El banco inglés tiene un perímetro de 75 kilómetros y una superficie de 17 000 ha, siendo su promedio de sonda de 5 metros.

## Historia
Era el más temido de los riesgos de navegación del Río de la Plata, por lo que fue el primero en figurar en las cartas. El banco Inglés aparece ya en las primeras expediciones europeas que llegaron al Río de la Plata, lo mencionan los relatos de las expediciones de Juan Díaz de Solís, Fernando de Magallanes, Sebastián Caboto o Hernando de Ribera, siendo conocido como bajo de los Castellanos. 
El banco Inglés fue así bautizado luego de que el inglés John Drake, sobrino de Francis Drake, naufragara en febrero de 1583 en las cercanías de Punta del Este y al ser capturado por los españoles dijera que era sobreviviente de un barco mercante hundido en el bajo de los Castellanos a fin de ocultar su condición de pirata. A partir de entonces comenzó a ser llamado banco inglés. El cartógrafo y marino español Andrés de Oyarvide lo exploró entre 1800 y 1803, publicando en 1812 la carta esférica del Río de la Plata que sirvió de guía a la navegación por muchas décadas y fijando las coordenadas de la parte meridional de la rompiente constante en 35°12′51″S 49°42′22″O / -35.21417, -49.70611 y las del extremo norte en 35°10′09″S 49°42′12″O / -35.16917, -49.70333.
El marino uruguayo Francisco Miranda fijó sus coordenadas de su cabecera norte 35°07′S 55°55′O / -35.117, -55.917 y las de su extremo sur en 35° 20’ S, mientras que las de la punta de su restinga en 35°21′S 56°06′O / -35.350, -56.100.
Apodado también en una época "el Tragabarcos", constituye un peligro para la navegación. Por tal motivo, primeramente se construyó el Faro de Isla de Flores. Muchas décadas después se instaló el Faro Pontón del Banco Inglés en el propio banco, encendiéndose por primera vez el 16 de noviembre de 1857.
El espacio entre la isla de Flores y el banco Inglés constituye la puerta para el ingreso y salida de barcos de ultramar desde los puertos del Río de la Plata y de los ríos que confluyen a él. Desde esta zona parte el canal de acceso al puerto de Montevideo y el canal Punta Indio que desde el Pontón de Recalada (un barco mantenido por Argentina para embarque de prácticos) lleva al puerto de Buenos Aires y a los demás de la cuenca del Plata.
Durante la presidencia de José Figueroa Alcorta (1906-1910) Argentina desconoció toda jurisdicción uruguaya sobre el Río de la Plata, sosteniendo la doctrina Zeballos que propugnaba que por la Convención Preliminar de Paz de 1828 Argentina no había cedido ni renunciado a parte alguna del Río de la Plata. En esos años se vivió un pico de tensión cuando la Armada Argentina realizó ejercicios de guerra entre la isla de Flores y el banco Inglés. El 19 de noviembre de 1973 Argentina y Uruguay firmaron el Tratado del Río de la Plata que puso fin al litigio entre ambos países por los límites en el Río de la Plata, reconociendo definitivamente Argentina la jurisdicción uruguaya sobre el lecho y subsuelo del banco Inglés.